# إسحاق الفاسي
لماذا مولده قسنطينة و فاس ؟ غير ممكن لأن قسنطينة في الجزائر و فاس بالمغرب فمستحيل أن يكون قد ولد في عدة أماكن 
إسحاق الفاسي (بالعبرية: ר' יצחק אלפסי) (ولد سنة 1013 بالقرب من قلعة بني حماد- وتوفي سنة 1103 بلوسينا) وهو معروف في الأوساط العلمية اختصاراً الفاسي وأيضا باسم ريف أي ر.إ.ف. في السِّجْلة العبرية (رابي (حاخام) إسحاق ففاسي‏)، هو مفكر يهودي مغربي. قضى معظم حياته في مدينة فاس، لمدة 40 سنة، وهي الفترة التي أكمل فيها كتابه سفر ها هلخوت (بالعبرية: הלכות רב אלפס) المختص في أدبيات الهالاخاه. عندما بلغ من العمر خمسة وسبعين، وشى به اثنين من المخبرين على نحو غير معروف لدى حاكم فاس مما أجبر في 1088 على الفرار إلى الأندلس. أصبح زعيم الطائفة اليهودية في اليُسَانَة وأسس أكاديمية تلمودية، مما تسبب في إحياء دراسة التلمود في الأندلس. بلغت حرية النشاط الديني ذروتها في الأندلس زمن إسحاق الفاسي في عز حكم الدولة الموحدية، فخلف موسى بن عزرا في منصب حبر غرناطة، ولعب دورا أساسياً في التكوين الديني ليهود الأندلس. من تلاميذه الشاعر يهوذا اللاوي.
تعتبر مؤلفاته في نفس مقام أعمال ابن ميمون ويوسف كارو. كان ينتمي إلى التيار الذي يدعوا إلى سيادة التلمود البابلي على التلمود الفلسطيني.

## راجع أيضا
- دوناش بن لبرط

## روابط خارجية
- إسحاق الفاسي على موقع الموسوعة البريطانية (الإنجليزية)